# Іоффе Юлій Якович
Юлій Якович Іоффе (10 грудня 1940, Луганськ, Українська РСР) — український політик, народний депутат України, член Партії регіонів.

## Життєпис
Народився 10 грудня 1940 (Луганськ) у сім'ї гірничого майстра.

### Освіта
Комунарський (Алчевський) гірничо-металургійний інститут (1964), гірничий інженер-електромеханік.

### Кар'єра
- З 1957 — слюсар, Комунарський металургійний завод.
- 1959—1961 — моторист, шахта «Україна», Перевальськ, Луганська область.
- 1962 — перейшов на денне відділення інституту.
- З 1965 — механік дільниці, помічник головного механіка, шахта «1-біс» м. Краснодон.
- З 1966 — головний енергетик, шахта «Суходольська»; з 1967 — головний механік, шахта «Дуванна-2».
- З 1976 — начальник управління з оснащення шахтових стволів Краснодонського ШБМУ; з 1979 — начальник Краснодонського шахтопрохідницького управління.
- З 1980 — директор шахти «Гірська».
- З 1989 — генеральний директор ВО «Стахановвугілля».
- Жовтень 1992 — червень 1993 — Віцепрем'єр-міністр України з питань паливно-енергетичного комплексу[6][7].
- З червня 1993 — керівник торговельно-економічної місії в складі Посольства України в США.
- Позаштатний радник президента України з питань паливно-енергетичного комплексу (грудень 1994 — січень 2000)[8][9].
- Секретар партії з аналітичної роботи, член політвиконкому Трудової партії України (червень 1999 — травень 2000); голова Політради партії «Трудова Україна» (травень 2000 — квітень 2004), член політвиконкому.

### Політична кар'єра
Довірена особа кандидата на посаду Президента України Віктора Януковича в ТВО № 113 (2004—2005).
Голова Республіканської партії України (у 2005).
Голова Комісії з питань структурних і організаційних перетворень у вугільній промисловості (з січня 1995); член Національної ради з узгодження діяльності загальнодержавних і регіональних органів та місцевого самоврядування (з грудня 2000); член Державної комісії з проведення в Україні адміністративної реформи (з липня 2001); член спостережної ради НАК «Нафтогаз України» (з вересня 2003)
Народний депутат України 12 (1)-го скликання, з березня 1990 (1-й тур), Брянківський виборчий округ № 55, Луганська область, член Комісії в питаннях соціальної політики та праці. Група «Промисловці». На час виборів: генеральний директор ВО «Стаханіввугілля», член КПРС. 1-й тур: з'яв. 87.6 %, за 60.1 %. 3 суперники (основний — А. С. Вішняк, н. 1951; водій автобуса; 1-й тур — 19.3 %).
27 жовтня 1992 ВР затверджений віцепрем'єр-міністром.
Народний депутат України 2-го скликання з липня 1994 (1-й тур) до квітня 1998, Рубіжанський виборчий округ № 248 Луганської області, висунутий трудовим колективом. Член Комітету з питань паливно-енергетичного комплексу, транспорту і зв'язку. Член групи «Конституційний центр». На час виборів — керівник торговельно-економічної місії в складі Посольства України в США
Народний депутат України 3-го скликання з березня 1998 до квітня 2002, виборчий округ № 111, Луганська область. На час виборів: народний депутат України. Член фракції НДП (травень — грудень 1998), позафракційний (грудень 1998 — травень 1999), уповноважений представник групи «Трудова Україна» (з травня 1999). Член Комітету з питань науки і освіти (липень 1998 — лютий 2000), голова Комітету з питань державного будівництва й місцевого самоврядування (з лютого 2000).
Народний депутат України 4-го скликання з квітня 2002 до квітня 2006, виборчий округ № 112, Луганська область, самовисування. За 30.19 %, 10 суперників. На час виборів: народний депутат України, член Політичної партії «Трудова Україна». Член фракції «Єдина Україна» (травень — червень 2002), уповноважений представник фракції партій ППУ та «Трудова Україна» (червень 2002 — квітень 2004), член фракції політичної партії «Трудова Україна» (квітень — грудень 2004), член фракції «Трудова Україна» та НДП (грудень 2004 — лютий 2005), уповноважений представник фракції НДП та групи «Республіка» (лютий 2005), член групи «Воля народу» (лютий — березень 2005), уповноважений представник фракції ПППУ (березень — листопад 2005), позафракційний (листопад — грудень 2005), член фракції СДПУ(О) (з грудня 2005). Член Комітету з питань державного будівництва та місцевого самоврядування (з червня 2002).
Березень 2006 — кандидат у народні депутати України від «Опозиційного блоку НЕ ТАК!», № 12 в списку, член РПУ.
Народний депутат України 7-го скликання з грудня 2012, виборчий округ № 112, Луганська область, від Партії регіонів. За 46,88 %, 10 суперників. На час виборів: президент ТОВ «ДВ нафтогазовидобувна компанія», член Партії регіонів. Член фракції Партії регіонів (з грудня 2012). Член Комітету з питань паливно-енергетичного комплексу, ядерної політики та ядерної безпеки (з грудня 2012).
Народний депутат України 8-го скликання з листопада 2014, виборчий округ № 112, Луганська область, самовисування. За 48,62 %, 42 суперника. На час виборів — народний депутат України, безпартійний.
Голосував за Диктаторські закони 16 січня 2014 року.
18 січня 2018 року був одним з 36 депутатів, що голосували проти Закону про визнання українського суверенітету над окупованими територіями Донецької та Луганської областей.
Народний депутат України 9-го скликання, обраний від ОПЗЖ. Заступник голови комітету з питань енергетики та житлово-комунальних послуг (з 29 серпня 2019 року). 2020 року став одним із ініціаторів подання до Конституційного суду щодо відповідності Конституції низки положень антикорупційного законодавства, завдяки рішенню суду відповідальність за недостовірне декларування та саме електронне декларування було скасовано.Після заборони ОПЗЖ перейшов до депутатської групи  "Платформа за життя та мир"

## Скандали
Завдяки зловживанню службовим становищем Іоффе заробив 237 мільйонів гривень на тендері з придбання вугілля 2012 року.
Голосував за закон України 12414 який був ухвалений з порушенням Регламенту Верховної Ради України та підпорядкував НАБУ та САП Генеральному прокурору.

## Родина
Дружина Любов Іванівна; має 2 синів — хірурга (професор, доктор медичних наук, завідувач кафедри загальної хірургії № 2 НМУ ім. О. О. Богомольця Іоффе Олександр Юлійович) та юриста.

## Нагороди
- Медаль «Ветеран праці»
- Орден «Знак Пошани»
- Орден «За заслуги» III ст. (06.1997)[21]
- Орден князя Ярослава Мудрого V ст. (12.2000)[22]
- Почесна грамота КМ України (12.2000)[23]
- Почесна грамота ВР України.

## Згадки у ЗМІ
Юлія Іоффе позбавили звання “Почесний громадянин міста Сєвєродонецька”